# Нарет-хенетет

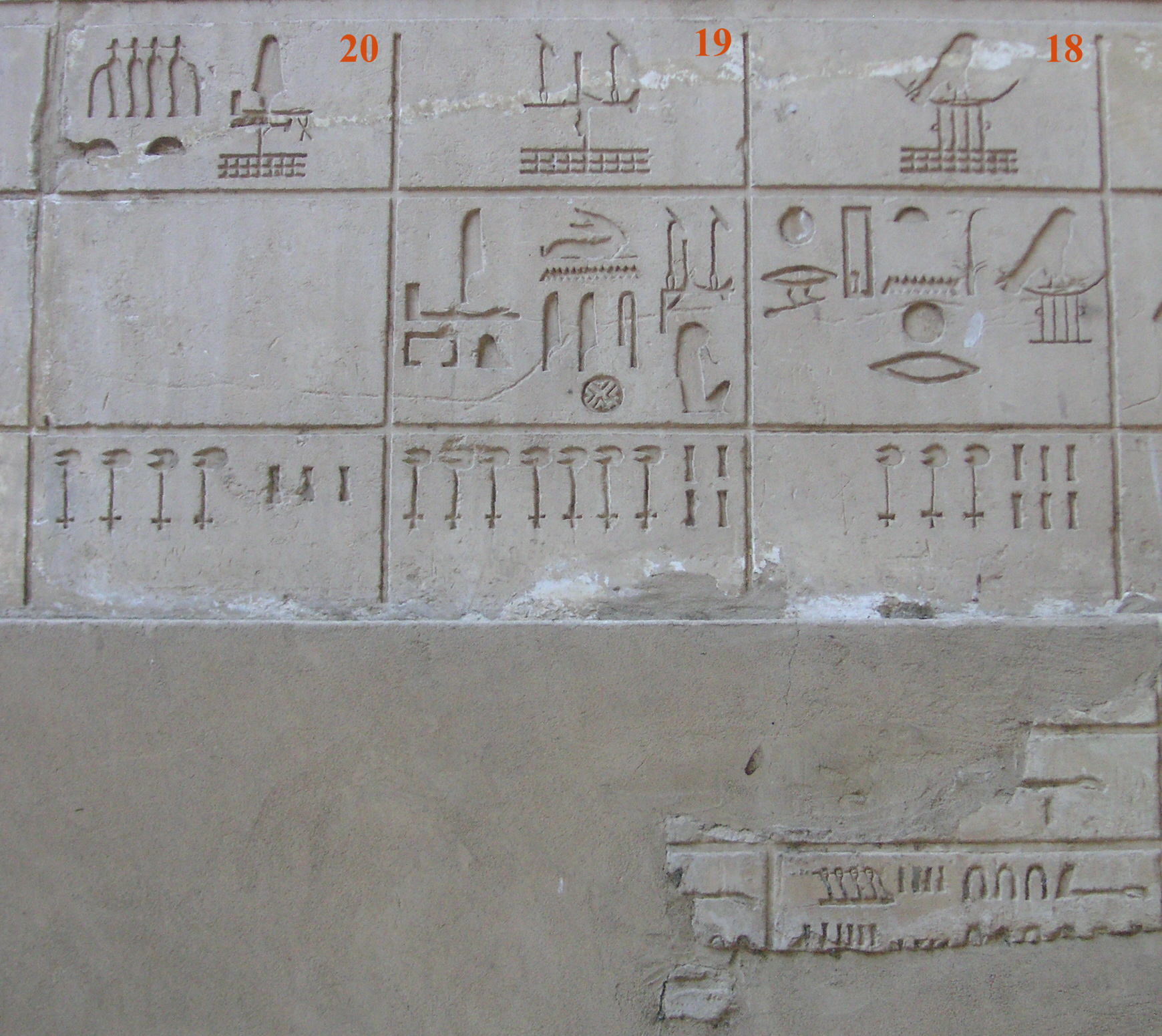
Ієрогліфічні позначення номів. «Біла капела». Карнак

Нарет-хенетет — у давнину XX септ (ном) Верхнього Єгипту.
Грецька назва название — Гераклеополіський ном — пов'язана з грецьким найменуванням адміністративного центру того септу, міста Гераклеополь Великий, який єгипетською називався Нені-несу («Дім королівської дитини»), сучасна локалізація — Ігнасья ель-Мадіна. Тотемним покровителем тієї території були дерево та Іхневмон («Фараонів щур»), а основними божествами — бараноголовий бог Херішеф та богиня-корова Хатхор.

## Історія
Відповідно до єгипетських міфів, у центрі ному, місті Гераклеополь, сонце ледь не знищило рід людський. Там же Гор бився з Сетом, а Осіріс та його син Гор були вінчані на царство над світом людей.
Відповідно до Манефона номархи Нарет-хенетет близько середини XXII століття до н. е. об'єднали під своєю владою майже весь розрізнений на той момент Єгипет, заснувавши IX династію та зробивши Гераклеополь новою столицею. Від тієї епохи в самому Гераклеополі не збереглось ані будівель, ані некрополя правителів. На захід від Гераклеополя, в Седменті, було знайдено скельні гробниці часів VII, VIII, XVIII й XIX династій, а в Дешаші, на південь від Гераклеополя — гробниці часів V та VI династій. За XII династії на території ному було зведено величний храм Херішефа, розширений та надбудований за царів XVIII та XXII–XXX династій. На південь від того храму Рамзес II збудував другий храм (сучасна локалізація — Ком ель-Акріба).
До XI століття до н. е. на території септу Нарет-хенетет виникло потужне поселення лівійців-машавашів, що перебували на службі в царській гвардії. На чолі поселення стояли вожді з роду Буювава. Син Буювави Мавасен став головним жерцем Херішефа з титулом князя, його правнуку Шешонку, також головному жерцю Херішефа (та посада вже передавалась у спадок), удалось одружитись із царською родичкою принцесою Мехтенвешкет. Їхній старший син Осоркон близько 984 року до н. е. став царем.
Наступним представником роду на царському престолі став племінник Осоркона Шешонк I, який за традицією пращурів особливо шанував бога Херішефа, та відновив щоденну жертву цьому божеству — бика. Нащадки Шешонка I надійно закріпили за собою верховну релігійну та цивільну владу в Гераклеополіському номі на наступні 200 років.